# DoublePulsar

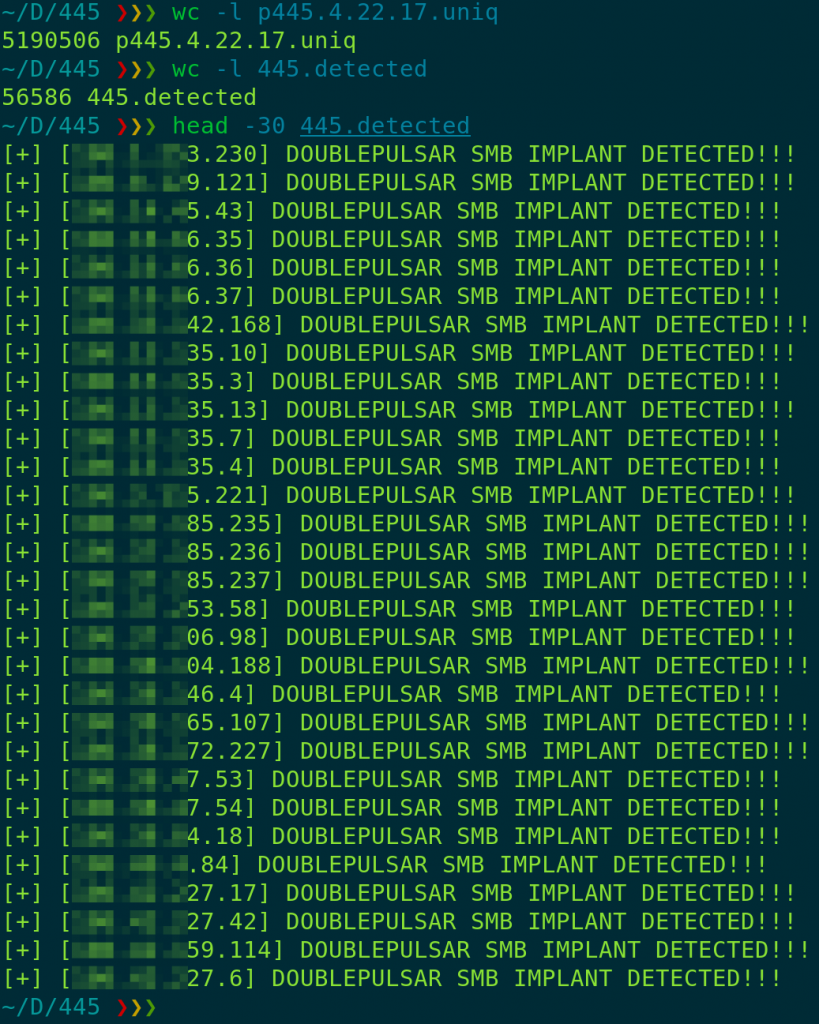

DoublePulsar — це інструмент імплантації бекдора, розроблений Equation Group, яку пов'язують з Агентство національної безпеки США (NSA), який був оприлюднений The Shadow Brokers на початку 2017 року. Інструмент заразив понад 200 000 комп'ютерів Microsoft Windows лише за кілька тижнів і використовувався разом з EternalBlue під час атаки програм-вимагачів WannaCry у травні 2017 року. Варіант DoublePulsar вперше був помічений у дикій природі в березні 2016 року, як виявила компанія Symantec.
Шон Діллон, старший аналітик компанії RiskSense Inc., першим дослідив DoublePulsar. Він сказав, що експлойти NSA «в 10 разів гірші», ніж помилка безпеки Heartbleed, і використовують DoublePulsar як основне корисне навантаження. DoublePulsar працює в режимі ядра, що надає кіберзлочинцям високий рівень контролю над комп'ютерною системою. Після встановлення він використовує три команди: ping, kill і exec, останні з яких можна використовувати для завантаження зловмисного програмного забезпечення в систему.